# Vartislao II di Pomerania
Vartislao II di Pomerania (indicato anche come Wartislaw) (c. 1160 – c. 1184) fu duca di Pomerania-Demmin.
Era figlio o di Boghislao I, duca di Pomerania-Stettino e Walburgis di Danimarca, o di Vartislao della linea laterale degli Swantiboridi dei Greifen, castellano di Stettino.
Fu sposato a Sofia di Polonia, ma non ebbero figli. Wartislaw ricevette la Pomerania-Demmin dopo la morte di Casimiro I di Pomerania-Demmin nel 1180.
Questa versione è contestata da Adolf Hofmeister (1883-1956), il quale afferma di essere stato confuso con il castellano Swantiboride di Stettino, Wartislaw (Wartislaw Swantiboricz o Swantiboriz), noto per essere stato uno dei tutori legali di Casimiro II, che sarebbe il successivo duca a governare la Pomerania-Demmin.

## Fonti
- Wegener, W: Die Herzöge von Pommern aus dem Greifen-Hause ca. 1100 bis 1637 (Genealogische Tafeln zur mittelalterlichen Geschichte, 3), 2. Auflage Göttingen 1962.